# The Sentinel - Il traditore al tuo fianco
The Sentinel - Il traditore al tuo fianco (The Sentinel) è un film del 2006, diretto da Clark Johnson.
Il film è un thriller ispirato al romanzo dell'ex agente segreto Gerald Petievich, con protagonisti Michael Douglas, Kiefer Sutherland, Eva Longoria e Kim Basinger.

## Trama
Il veterano dei servizi segreti Pete Garrison è considerato un eroe per aver salvato la vita al Presidente degli Stati Uniti d'America Ronald Reagan anni prima. Per tale ragione Garrison è il responsabile della sicurezza personale della moglie del Presidente John Ballentine, con la quale ha instaurato una relazione clandestina.
Dopo il misterioso omicidio dell'agente Merriweather, tutto lo staff addetto alla sicurezza della Casa Bianca è in subbuglio, anche perché contemporaneamente, proprio attraverso Garrison, un informatore rivela che ci sarebbe una talpa al loro interno che starebbe tramando per attentare la vita del Presidente.
Tutti i potenziali traditori vengono sottoposti alla prova della macchina della verità, mentre la tensione cresce quando un missile abbatte l'elicottero presidenziale nel quale però non si trovavano né il Presidente né sua moglie. La relazione segreta con la first lady è scoperta da qualcuno che la utilizza per incastrare Garrison che, oltretutto, sempre a causa del suo flirt segreto è l'unico a non superare la prova della macchina della verità. Così il detective David Breckinridge, con il quale Pete ha un rapporto conflittuale, chiamato ad indagare sulla vicenda insieme alla giovane agente Jill Marin, arriva alla conclusione che sia lui il traditore da arrestare.
Con tutta la sua abilità, e sfruttando anche l'indecisione dell'agente Marin, già sua allieva, che preferisce farlo scappare piuttosto che sparargli, Garrison sfugge alla cattura e, in condizioni proibitive, riesce addirittura a scoprire chi lo stava incastrando e quando sarebbe stato attuato l'attentato al presidente.
Così, ottenute informazioni che inequivocabilmente lo scagionano, piomba a Toronto insieme a Breckinridge, dove nel corso del G8 è previsto il temuto attentato.
Chiarito che il traditore è William Montrose, agente talmente esperto e ineccepibile da aver evitato la prova della macchina della verità senza destare sospetti, è troppo tardi per evitare che il piano criminale si metta in moto. Montrose, pentitosi del suo comportamento, non si tira indietro solo per effetto delle minacce che gli attentatori, ex agenti del KGB, hanno messo in atto nei confronti della sua famiglia. Nel consegnare il presidente Ballentine agli assassini, però, si lascia uccidere permettendo che questi venga poi salvato da Garrison e dagli altri agenti, ma solo dopo diversi scontri a fuoco con colpi di scena e perdite da ambo le parti.
Le eroiche gesta dell'agente Garrison non gli evitano il pensionamento anticipato, per via della relazione galeotta con la first lady che, malinconica, lo vede abbandonare la Casa Bianca senza poterlo trattenere.

## Produzione
Terzo adattamento cinematografico di un romanzo di Gerald Petievich: il primo fu Vivere e morire a Los Angeles (1985), tratto dal romanzo omonimo pubblicato nel 1984; seguito da Limite estremo (1993), edito nel 1983. The Sentinel uscì nelle librerie nel 2003.
Le riprese sono state realizzate principalmente in Ontario (Canada), a Mississauga, Toronto, Kleinburg e Etobicoke. Altre scene sono state effettuate negli Stati Uniti, a Washington ed al Chesapeake Bay Bridge (Maryland).
A dirigere il film venne reclutato inizialmente Barry Levinson, ma poi i produttori decisero di affidare la regia a Clark Johnson.
Sutherland e Douglas avevano già lavorato insieme in Linea mortale (1990), prodotto dallo stesso Douglas.

## Distribuzione
Il film uscì nelle sale cinematografiche statunitensi il 21 aprile 2006. In Italia venne presentato al Taormina Film Festival il 20 giugno 2006, poi distribuito al cinema tre giorni dopo.

## Riconoscimenti
- 2006 - Golden Trailer Awards
  - Nomination Miglior thriller
- 2007 - Black Reel Awards
  - Nomination Miglior regia a Clark Johnson